# Rožni Vrh (Trebnje, Slovenija)
Rožni Vrh je naselje u slovenskoj Općini Trebnju. Rožni Vrh se nalazi u pokrajini Dolenjskoj i statističkoj regiji Jugoistočnoj Sloveniji. 

## Stanovništvo
Prema popisu stanovništva iz 2002. godine naselje je imalo 68 stanovnika.